# سه تفنگدار: دارتانیان
سه تفنگدار: دارتانیان (انگلیسی: The Three Musketeers: D'Artagnan)، یک فیلم سینمایی فرانسوی در ژانر اکشن ماجراجویی به کارگردانی مارتین بوربولان است که در سال ۲۰۲۳ منتشر شد. فیلم‌نامه این فیلم توسط متیو دلاپورته بر اساس رمان مشهور سه تفنگدار اثر الکساندر دوما اقتباس شده‌است. اوا گرین، فرانسوا سیویل، ونسان کسل، رومن دوریس و پیو مارمای ستارگان فیلم هستند. فیلم اکران خود را از آوریل ۲۰۲۳ آغاز کرد. سه تفنگدار: دارتانیان پرهزینه‌ترین فیلم سینمای فرانسه در سال ۲۰۲۳ است.
فیلم با واکنش بسیار مثبت منتقدان همراه بود و در زمینه وفاداری به رمان، تیم بازیگری، موسیقی و صحنه‌های اکشن مورد ستایش قرار گرفت. پیتر بردشاو در گاردین فیلم را «لذت‌بخش و سرگرم‌کننده» توصیف کرد.
دنباله فیلم با عنوان سه تفنگدار: ملیدی در دسامبر ۲۰۲۳ به روی پرده رفت.

## بازیگران
- اوا گرین
- فرانسوا سیویل
- ونسان کسل
- رومن دوریس
- پیو مارمای
- لینا خضری
- لویی گارل
- ویکی کریپس